# Portugiesische Basketballnationalmannschaft
Die portugiesische Basketballnationalmannschaft (port. Seleção Portuguesa de Basquetebol) repräsentiert Portugal bei internationalen Spielen oder bei Freundschaftsspielen im Basketball. Ihr bisher größter Erfolg war das Erreichen der Zwischenrunde bei der Europameisterschaft 2007. Zuvor hatte sie lediglich einmal, 1951, an einer Europameisterschaft teilgenommen.
Der portugiesische Basketballverband Federação Portuguesa de Basquetebol betreut die Auswahl.
Einige der besten Basketballspieler Portugals stammen aus der ehemaligen Kolonie Kap Verde, darunter der vielleicht beste Spieler der portugiesischen Geschichte, Carlos Lisboa, sowie aktuelle Spieler wie Elvis Évora und der ehemalige Bundesligaprofi Carlos Andrade.

## Abschneiden bei internationalen Turnieren

### Europameisterschaften
Zum ersten Mal nahm die portugiesische Nationalmannschaft 1951 an einer Europameisterschaft teil und errang dort den fünfzehnten Platz.
| - 1947 – nicht teilgenommen - 1949 – nicht teilgenommen - 1951 – 15. Platz - 1953 – nicht teilgenommen - 1955 – nicht teilgenommen - 1957 – nicht teilgenommen - 1959 – nicht teilgenommen - 1961 – nicht teilgenommen - 1963 – nicht teilgenommen - 1965 – nicht teilgenommen - 1967 – nicht teilgenommen | - 1969 – nicht teilgenommen - 1971 – nicht teilgenommen - 1973 – nicht teilgenommen - 1975 – nicht teilgenommen - 1977 – nicht teilgenommen - 1979 – nicht teilgenommen - 1981 – nicht teilgenommen - 1983 – nicht teilgenommen - 1985 – nicht teilgenommen - 1987 – nicht teilgenommen - 1989 – nicht teilgenommen | - 1991 – nicht teilgenommen - 1993 – nicht teilgenommen - 1995 – nicht teilgenommen - 1997 – nicht teilgenommen - 1999 – nicht teilgenommen - 2001 – nicht teilgenommen - 2003 – nicht teilgenommen - 2005 – nicht teilgenommen - 2007 – 9./10. Platz - 2009 – nicht teilgenommen - 2011 – 24. Platz | - 2013 – nicht teilgenommen - 2015 – nicht teilgenommen - 2017 – nicht teilgenommen - 2022 – nicht teilgenommen |

## Kader bei der EM 2007
| Nummer | Name                | Position | Größe [cm] | Verein                   | Einsätze |
| ------ | ------------------- | -------- | ---------- | ------------------------ | -------- |
| 04     | Miguel Minhava      | Guard    | 197        | SL Benfica               | ?        |
| 05     | Mário Gil Fernandes | Guard    | 174        | CB Plasencia             | ?        |
| 06     | Sérgio Ramos        | Forward  | 200        | Drac Inca                | ?        |
| 07     | Paulo Cunha         | Forward  | 199        | FC Porto                 | ?        |
| 08     | Francisco Jordão    | Center   | 200        | 1° de Agosto             | ?        |
| 09     | Filipe da Silva     | Guard    | 193        | CB Villa de los Barrios  | ?        |
| 10     | João Gomes          | Forward  | 199        | FC Barreirense           | ?        |
| 11     | Jorge Coelho        | Forward  | 199        | CB Palencia              | ?        |
| 12     | Paulo Simão         | Forward  | 198        | CF Belenenses            | ?        |
| 13     | Elvis Évora         | Center   | 205        | Ovarense Aerosoles       | ?        |
| 14     | Miguell Miranda     | Center   | 205        | Ovarense Aerosoles       | ?        |
| 15     | João Santos         | Forward  | 203        | Grupo Capitol Valladolid | ?        |

- Stand: ?

## Bedeutende ehemalige Spieler
- Tó Ferreira
- Carlos Lisboa
- Pedro Miguel
- Pedro Nuno
- Rui Pinheiro
- Paulo Pinto
- Mike Plowden
- Sérgio Ramos
- Steve Rocha